# The Water Rats
The Water Rats è un cortometraggio muto del 1912 diretto da Oscar Eagle.

## Produzione
Il film fu prodotto dalla Lubin Manufacturing Company.

## Distribuzione
Distribuito dalla General Film Company, il film - un cortometraggio in una bobina - uscì nelle sale cinematografiche statunitensi il 9 novembre 1912.